# بلير ميلر
بلير ميلر (بالإنجليزية: Blair Millar)‏ (16 أكتوبر 1956 في المملكة المتحدة - ) هو لاعب كرة قدم بريطاني في مركز الهجوم. لعب مع نادي كيلمارنوك ونادي أردريونيانز ونادي كلايدبانك ‏.